# Sminthurides weichseli
Sminthurides weichseli är en urinsektsart som beskrevs av Christiansen och Bellinger 1981. Sminthurides weichseli ingår i släktet Sminthurides och familjen Sminthurididae. Inga underarter finns listade i Catalogue of Life.